# Río San Miguel (Castellón)
El río San Miguel, también llamado río Cuevas y río Segarra en diferentes tramos (en valenciano riu Sant Miquel o riu de les Coves), es un río del este de la península ibérica que discurre por el norte de la provincia de Castellón (España). 

## Curso
De cerca de 40 km, nace en el término de Catí, en el pico Nevera (1.281 m), y en su tramo inicial se conoce como rambla Morellana, hasta que en el término de Tírig recibe al barranco Fondo o de Albocàsser, y este tramo medio es conocido como la rambla o barranco de la Valltorta, en referencia al trazado tortuoso de su lecho. Al entrar en la hoya de las Cuevas, recibe por el norte el barranco de San Mateo, y por el sur el barranco de la Vilanova, pasa por Cuevas de Vinromá y sale de la hoya atravesando las Atalayas de Alcalá, cruza la parte norte de La Plana de Oropesa-Torreblanca, y desagua en el mar en Cap y Corp.